# Suse Byk

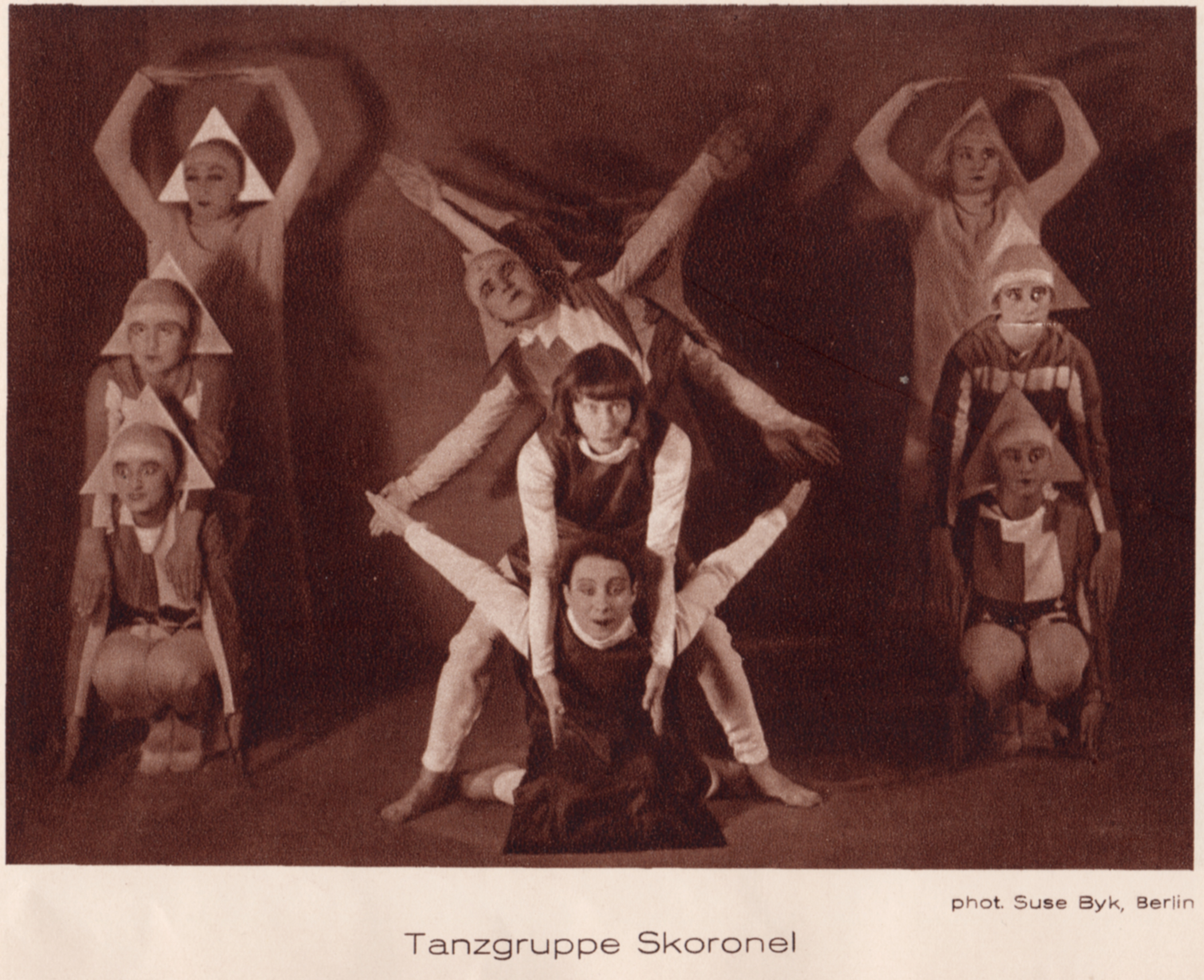
Taneční soubor Skoronel, Berlín, 1920–1930

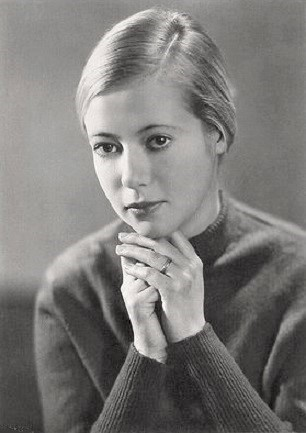
Hertha Thiele, 1931

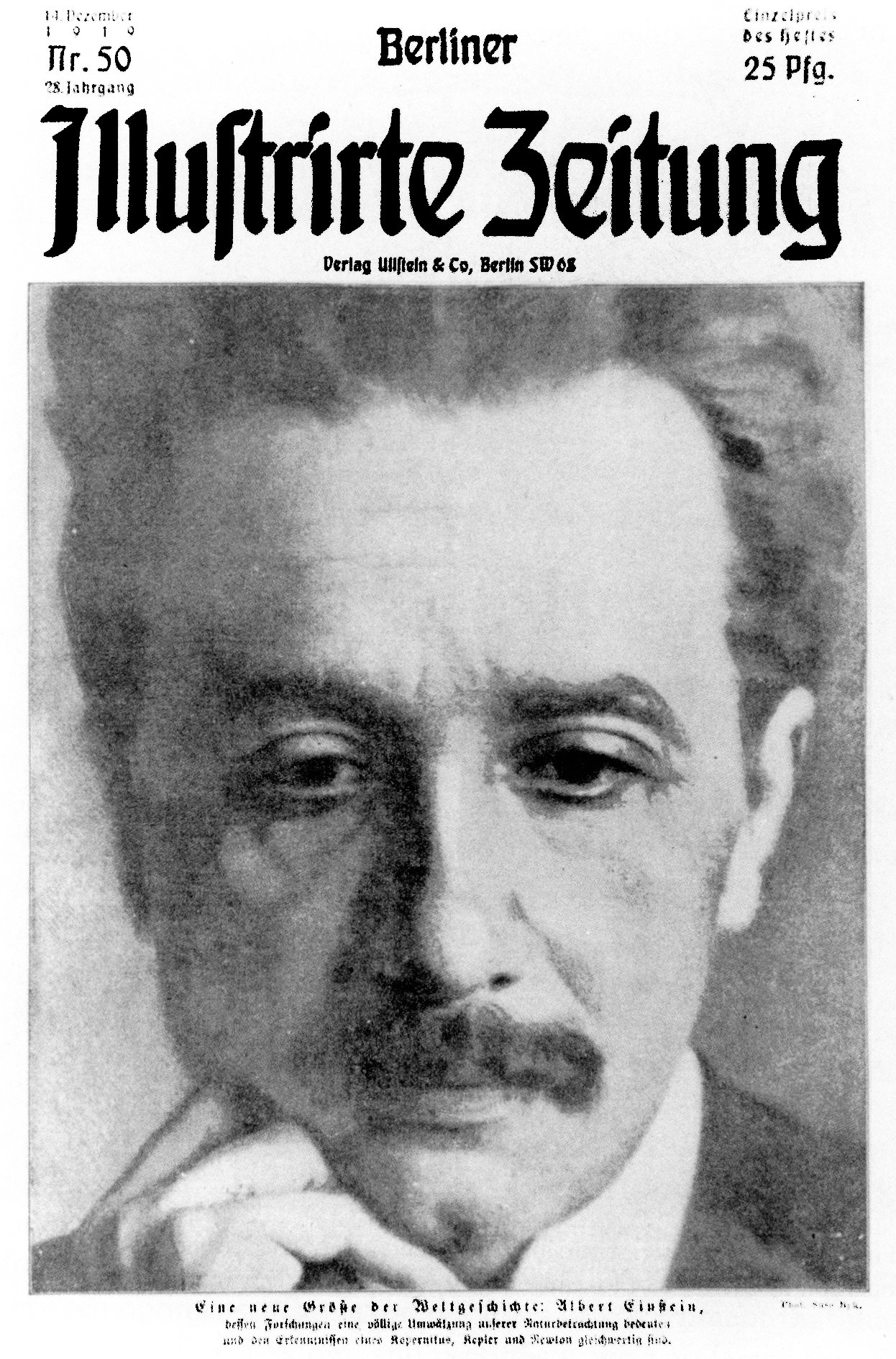
Albert Einstein, Illustrirte Zeitung, prosinec 1919

Suse Byk (1884, Berlín – 1943, New York) byla německá fotografka. Podle její studentky Liselotte Strelowové byla ve 20. letech 20. století přední berlínskou fotografkou portrétů.

## Životopis
I přes několik pokusů bylo možné život Suse Byk rekonstruovat jen částečně. To platí i pro její fotografickou tvorbu, která se nezachovala v jednom nebo více svazcích, ale pouze v jednotlivých dílech v různých knihách, sbírkách a archivech.
Suse Byk se narodila jako dcera chemika a továrníka Dr. Siegmunda Byka (1856–1936, bratr Heinricha Byka) a jeho manželky Clary. Clara Byk byla sestřenice svého manžela; napsala rodinnou historii a zemřela v Berlíně v roce 1926. Dr. Siegmund Byk opustil představenstvo chemické továrny Byk založené v roce 1873 v roce 1905.
Suse Byk vystudovala fotografii pravděpodobně ve škole Lette. V roce 1910 byla přijata do Photographische Verein zu Berlin. Fotoateliér pod jejím jménem byl poprvé otevřen v roce 1911 na soukromé adrese Siegmunda Byka na Kurfürstendamm 14/15 ve třetím patře, později převzala studio od Ernsta Sandaua. V roce 1913 se zúčastnila první „konference pro německé fotografky“ v prostorách berlínského ženského klubu, kdy byla označována jako Meister, profesionální fotografka. Ve stejném roce otevřela pod svým jménem „ateliér pro fotografické portréty“ v domě na adrese Kurfürstendamm 230, který provozovala do roku 1938.
Fotografky Martha Maas a Lore Feininger začaly studovat fotografii u Suse Byk v letech 1916, respektive 1919. V roce 1929 měla Byk pět zaměstnanců a Siegmund Byk měl v tomto roce ve společnosti plnou moc. Po roce 1929 si Suse Byk vzala novináře a spisovatele Hellmutha Falkenfelda. V Jüdischen Adressbuch für Gross-Berlin (Židovském adresáři Velkého Berlína) byla v roce 1931 zapsána jako Suse Falkenfeld.
V ateliéru Byks Studio byla vyfotografována řada umělců a vědců z Berlína ve 20. letech 20. století. Ve 20. letech měla Byk rovněž zakázky na módní focení pro časopisy a pracovala jako divadelní fotografka pro umělce městské opery Städtische Oper. V roce 1926 rozšířila název společnosti o „rodinné fotografie a video“, od roku 1924 také pro soukromé klienty natáčela na video děti a zvířata. V roce 1925 pořídila portréty a filmové záběry moderní tanečnice a pantomimy Valesky Gert. Kromě prezentačních hereckých portrétů George Groka v roli Kastěje v baletu Pták Ohnivák a Rudolfa von Labana a jeho souboru jsou zahrnuty také taneční fotografie a portréty umělců jako byli například: Niddy Impekoven, Gret Palucca, Hertha Feist, Lizzi Maudrik a jejich taneční soubor Maudrik, Vera Skoronel a skupiny Skoronel-Trümpy. V roce 1927 pořídila ve svém ateliéru fotografii Judith Kerr a jejího bratra Michaela Kerra.
Po převzetí moci národní socialisty v roce 1933 zůstala Byk v Berlíně a pokračovala v práci v podmínkách antisemitismu, i když se její práce zpočátku nezdála být přímo ovlivněna opatřeními státu, protože její práce byla publikováno v roce 1935. Pod politickým tlakem se v roce 1938 vzdala a pokusila se svůj podnik prodat.
Od Suse Byk se obor fotografie učila Liselotte Strelow, poté pracovala ve firmě Kodak v Berlíně. V roce 1938 Strelow převzala obchod a byt za cenu arizace 2500 RM, což byla polovina částky, kterou Suse Byk požadovala. Dne 1. října 1938 zahájila Strelow provoz studia pod svým jménem. V červenci 1939 byla společnost Byk vymazána z obchodního rejstříku. Studio a fotografické archivy Bykové, které v něm zřejmě mohly být, byly zničeny při leteckém bombovém útoku v zimě 1944.
V neznámém čase mezi 18. červnem a 1. říjnem 1938 Suse a Hellmuth Falkenfeld emigrovali do Londýna a odtud do New Yorku. O posledních letech života Suse Falkenfeld-Byk není nic známo.

## Účast na výstavách (výběr)
- Mezinárodní výstava knižního obchodu a grafiky 1914
- Das Lichtbild, Mezinárodní výstava, Mnichov 1930

posmrtně
- Menschen, Orte, Zeiten. Fotografie am Deutschen Historischen Museum (Lidé, místa, časy. Fotografie v Německém historickém muzeu), 2009, S. 353
- Klaus Honnef, Frank Weyers: Und sie haben Deutschland verlassen … müssen: Fotografen und ihre Bilder 1928–1997 (A odešli z Německa… museli: Fotografové a jejich fotografie 1928–1997). Výstava Rheinisches Landesmuseum Bonn, 15. května – 24. srpna 1997. Rheinisches Landesmuseum, Bonn 1997, s. 92

## Publikace fotografií (výběr)
Několik fotografií od Suse Byk bylo publikováno v následujících knihách:
- Böhme, Fritz: Tanzkunst (Taneční umění). C. Dünnhaupt Verlag, Dessau 1926.
- Lämmel, Rudolf: Der moderne Tanz. Eine allgemeinverständliche Einführung in das Gebiet der Rhythmischen Gymnastik und des Neuen Tanzes. (Moderní tanec. Obecně srozumitelný úvod do oblasti rytmické gymnastiky a nového tance.) Peter J. Oestergaard Verlag, Berlin 1928.

## Spisy (výběr)
- Um das Porträt (K portrétu). In: Utility Photography, sešit 5, 1933

## Galerie

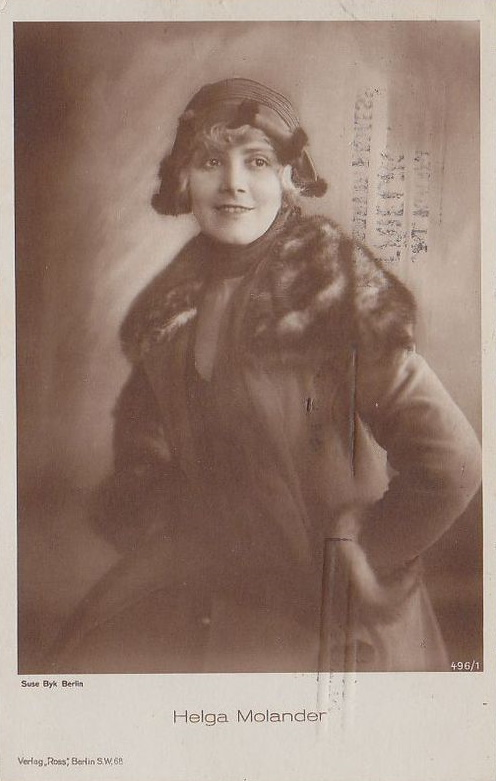
Helga Molander
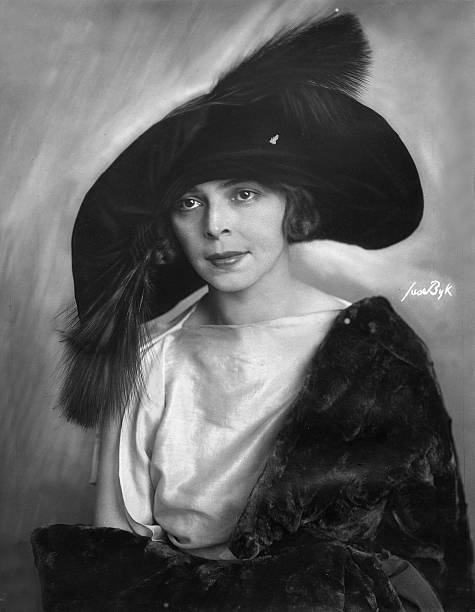
Manja Tzatschewa, 1922
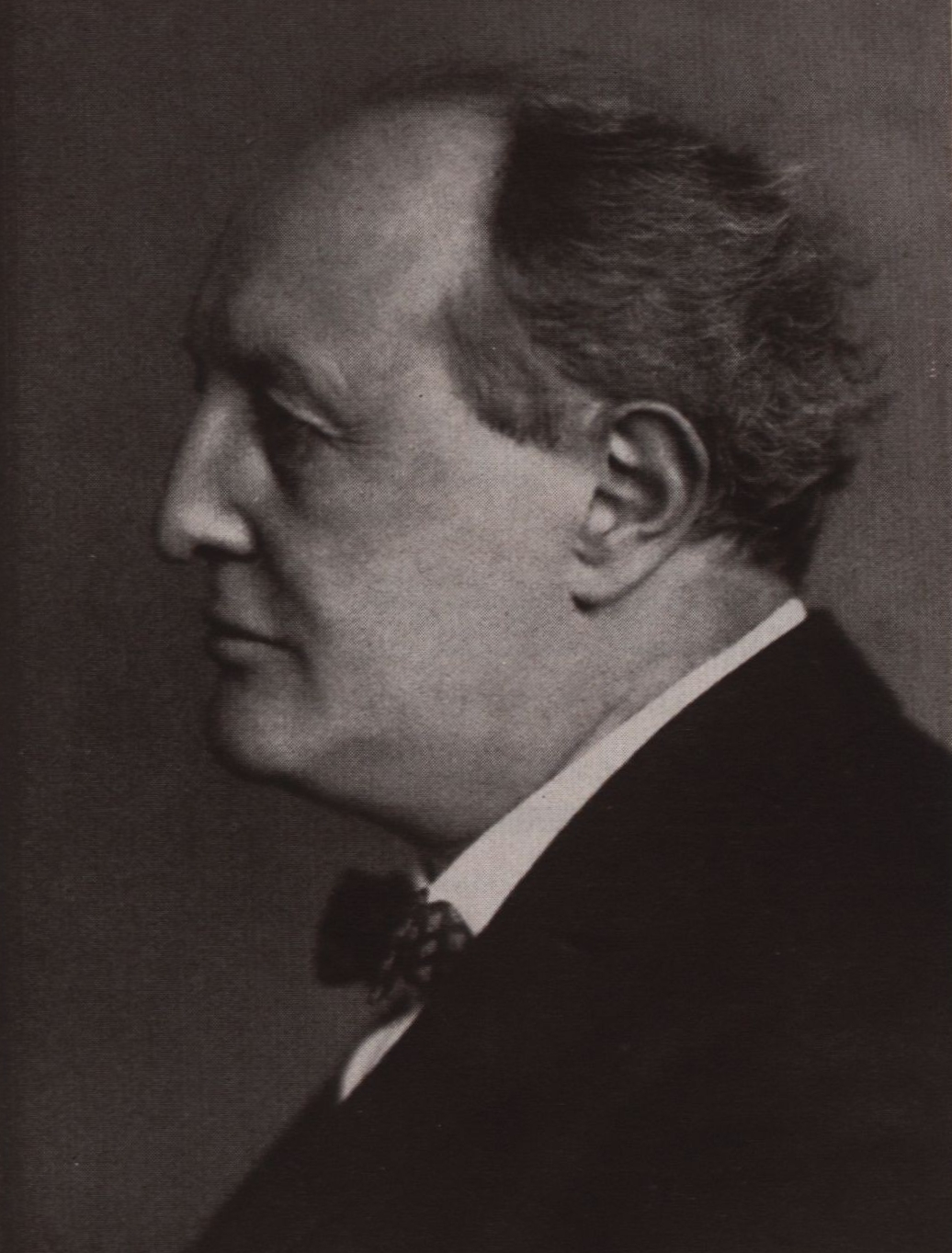
Paul Graener (1872–1944)
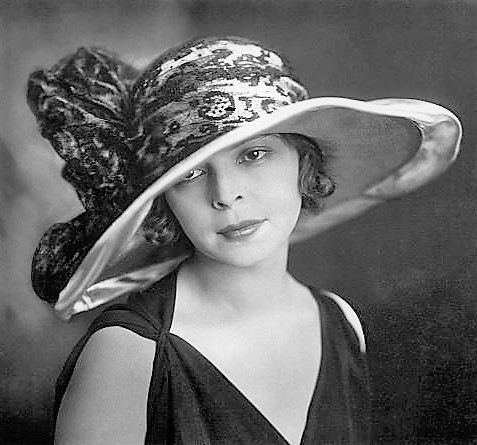
Manja Tzatschewa, 1922